# Zu Befehl, Frau Feldwebel!
Zu Befehl, Frau Feldwebel! ist ein deutsches Militär-Filmlustspiel aus dem Jahre 1956 von Georg Jacoby mit Renate Mannhardt, Oskar Sima, Germaine Damar und Michael Cramer in den Hauptrollen.

## Handlung
In einer kleinen deutschen Garnisonsstadt im Jahre 1906: In der ortsansässigen Kaserne gibt der bullige Feldwebel Knoblauch den (Kommando-)Ton an. Keiner wagt seine Anordnungen in Frage zu stellen, und der seine Befehle herausbellende Unteroffizier gilt als absolute Respektsperson. Daheim bei Knoblauchs ist aber alles ganz anders: Da hat die flotte und eloquente Feldwebelgattin Eva die Hosen an. Man macht sich bereits in der Kaserne darüber lustig, selbst der beschränkte Klawuttke, das „schwarze Schaf“ der Garnison, fürchtet Frau Feldwebel. Denn die baut ganz auf ihre eigenen Waffen, die einer Frau, und hat damit den Kasernenhof vom kleinsten Rekruten bis hin zum Kommandeur Oberst von Wildhagen fest im Griff. Derzeit hat die laszive Dame ein Auge auf einen neuen Reservisten geworfen, den jungen Dr. Fritz Mertens, den sie unbedingt verführen möchte. Fritz ist ein alter Bekannter von früher, mit dem sie offensichtlich noch eine Rechnung offen hat.
Der akademische Reservist kann es sich schlicht nicht leisten, es sich mit Frau Feldwebel zu verderben, denn seine eigentliche Herzdame in spe, die reizende Stefanie Schöller, macht es bei einer etwaigen Eheschließung zur Vorbedingung, dass ihr Zukünftiger eine Leutnantsuniform tragen müsse. Dass seine Frau mit dem schmucken Neuankömmling herumscharwenzelt, passt Feldwebel Knoblauch erwartungsgemäß überhaupt nicht, und so beginnt er, mit Hilfe des subalternen Klawuttke, Fritz Mertens ordentlich zu schinden und zu schleifen. Noch viel ärger wird die Situation, als Frau Feldwebel zu allem Überfluss auch noch die Liebesbriefe entdeckt, die Stefanie an Fritz verfasste. Eva plant, die beiden Liebesleute auseinanderzubringen und platzt prompt halbnackt in Mertens’ Zimmer, als dieser sich endlich ungestört mit seiner Stefanie wähnt. Das junge Mädchen muss glauben, dass ihr Fritz es wohl mit der Treue nicht ganz so genau nimmt.
Mit ihrer netten ausgedachten Intrige bringt sich jedoch Frau Feldwebel selbst in Gefahr, denn plötzlich erscheinen ihr Mann mit Oberst von Wildhagen im Schlepptau auf der Bildfläche. Eva gelingt es gerade noch zu türmen, ehe sie in ihrem schlüpfrigen Aufzug entdeckt wird, und landet auf der Flucht im Quartier von Oberleutnant „Mecky“ Poldinger, einem k.u.k.-Offizier, der von Österreich-Ungarn hierhin entsandt wurde, um die angebliche preußische Disziplin, Zucht und Ordnung zu studieren. Als ein umfassendes Manöver in Anwesenheit des Obersts von Wildhagen und eines Generals ansteht, drohen Eva Knoblauchs Fremdgehversuche endgültig aufzufliegen. Man reicht Feldwebel Knoblauch die Kartenmappe, und zum Vorschein kommt … ein Spitzenhöschen seiner allzu libertinen Gattin! Evas Versuch, damit Fritz und Stefanie zu entzweien, geht nach hinten los, und bald begreift selbst Frau Feldwebel, dass sie mit so einer Aktion nur ihrem Mann, dem Verantwortlichen des Manövers, schaden dürfte. Auf dem abschließenden Manöverball kommt denn alles wieder ins Reine, und Oberst von Wildhagen gratuliert Stefanie und Fritz zur anstehenden Verlobung.

## Produktionsnotizen
Die Dreharbeiten fanden Mitte 1956 im Filmatelier Göttingen statt. Die Premiere erfolgte am 14. September 1956 in Stuttgart.
F.-Dieter Bartels und Hans Kutzner gestalteten die Filmbauten, Irms Pauli entwarf die Kostüme. Die Liedtexte schrieb Bruno Balz.

## Kritik
Das Lexikon des Internationalen Films schimpfte: „Eine in jeder Hinsicht jämmerliche Klamotte.“